# Gamma Ø
Gamma Ø är en ö i Tunu på Grönland. Dess yta är 236 km2. Den hade inga invånare år 2005.